# Comuna Vasîlivka, Novotroiițke
Vasîlivka (în ucraineană Василівка) este o comună în raionul Novotroiițke, regiunea Herson, Ucraina, formată din satele Drujeliubivka și Vasîlivka (reședința).

## Demografie
Componența lingvistică a comunei Vasîlivka
     Ucraineană (93,38%)
     Rusă (5,77%)
     Alte limbi (0,33%)
Conform recensământului din 2001, majoritatea populației comunei Vasîlivka era vorbitoare de ucraineană (93,38%), existând în minoritate și vorbitori de rusă (5,77%).